# Ворончихин, Игорь Николаевич
Игорь Николаевич Ворончихин (14 апреля 1938 года, Москва — 10 марта 2009 года, Москва) — советский лыжник, заслуженный мастер спорта, чемпион СССР, заслуженный тренер СССР, призёр Олимпийских игр 1964 года.

## Карьера
На Олимпийских играх 1964 года в Инсбруке, завоевал бронзовую награду на дистанции 30 км, и вместе со своими товарищами по команде Иваном Утробиным, Геннадием Вагановым и Павлом Колчиным завоевал бронзовую награду в эстафете 4х10 км.
На чемпионатах СССР побеждал в 1964 году в гонке на 30 км, и в 1966 году в эстафете.
Потом Игорь Николаевич работал в ЦС "Буревестник" и в Профсоюзах. Именно к этому периоду относится его работа с будущим олимпийским чемпионом Сергеем Савельевым. Затем долгие годы работал со сборной СССР – с женской, потом мужской и юниорской сборными. Его ученицы Тамара Тихонова, Раиса Сметанина, Лилия Васильченко и Анфиса Романова стали чемпионками мира в эстафете на чемпионате мира 1985 года в Зеефельде. Это его ученики Алексей Прокуроров и Михаил Девятьяров стали в олимпийском Калгари-88 олимпийскими чемпионами, а Владимир Смирнов вернулся с этих Игр с двумя серебряными и бронзовой наградой.